# Wormaldia artillac
Wormaldia artillac är en nattsländeart som beskrevs av Füsun Sipahiler 1999. Wormaldia artillac ingår i släktet Wormaldia och familjen stengömmenattsländor. Inga underarter finns listade i Catalogue of Life.